# President Lex
President Lex ist eine Storyline, die von Herbst 2000 bis Herbst 2003 in einer größeren Anzahl von Comicpublikationen des US-amerikanischen Verlages DC Comics über den fiktiven Superhelden Superman veröffentlicht wurde. Sie schildert, wie es Supermans Erzfeind, dem korrupten und narzisstischen Milliardär Lex Luthor, gelingt, zum Präsidenten der Vereinigten Staaten gewählt zu werden und wie er das Land anschließend regiert.
Die „President Lex“-Storyline hat, zeitversetzt, seit 2016 größere Beachtung in verschiedenen Medien gefunden, da sie nach Wahrnehmung verschiedener Beobachter eine große Zahl von „erstaunlichen“ Parallelen zu den knapp fünfzehn Jahre später, im Jahr 2016, in der realen Welt stattfindenden Geschehnissen um die Kandidatur und Wahl des New Yorker Unternehmers Donald Trump zum Präsidenten der Vereinigten Staaten und seiner Amtsführung aufweist.

## Hintergrund

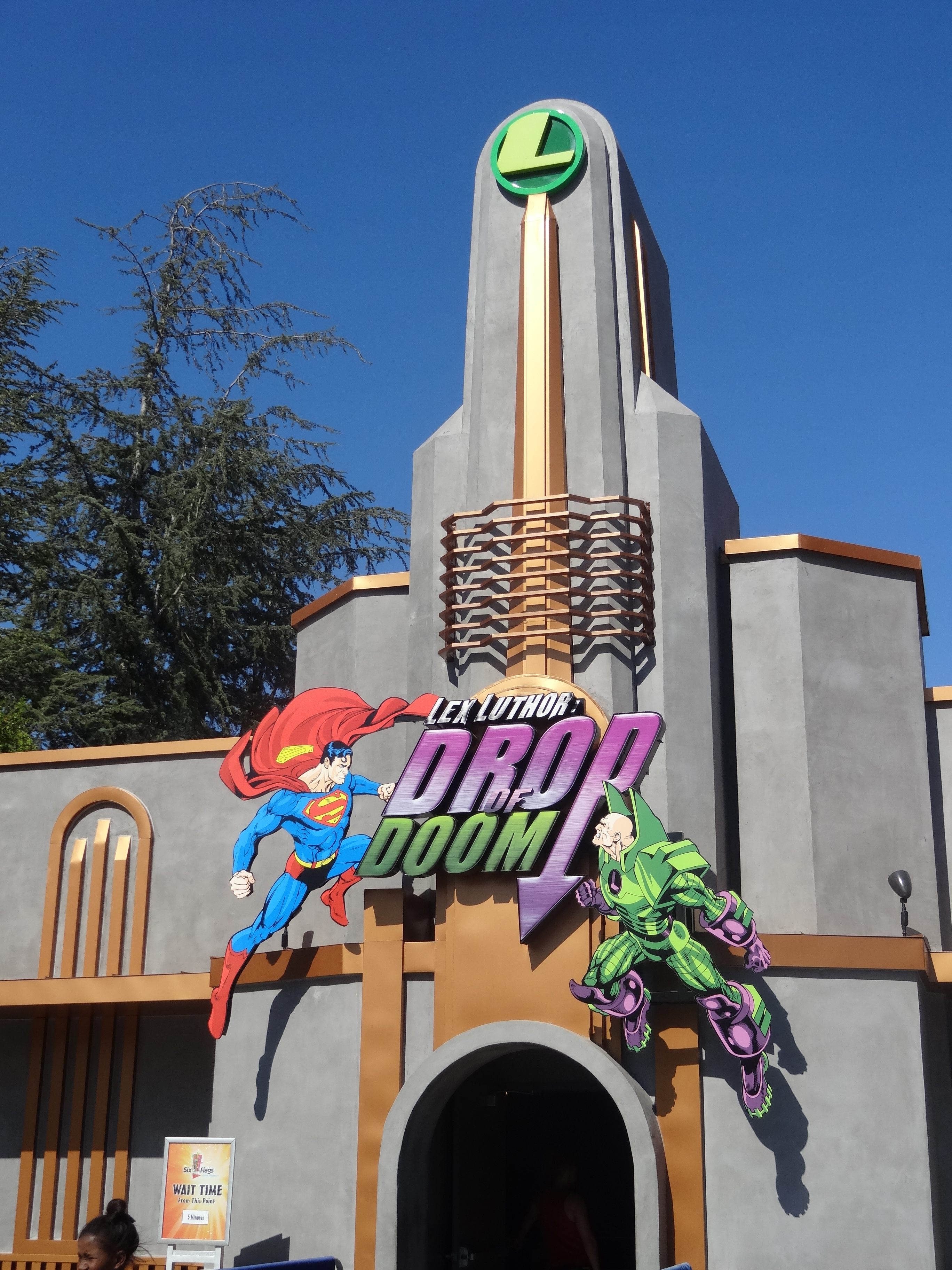
Superman und der „klassische“ Lex Luthor treffen im Kampf aufeinander. Fassade einer thematisch an Luthor angelehnten Achterbahn in einem „Six Flags“-Freizeitpark.

Die Figur des Lex Luthor wurde in dem Comicheft Action Comics Nr. 23 im April 1940 in die Geschichten über den Superhelden Superman eingeführt, in denen Luthor seither kontinuierlich die Rolle des Erzfeindes des Protagonisten einnimmt. Zementiert wurde die Wahrnehmung einer breiteren Öffentlichkeit von Luthor als dem ewigen Widersacher des Helden durch verschiedene Cartoonserien für Kinder aus den 1960er und 1970er Jahren sowie durch die erfolgreichen Superman-Kinofilme der späten 1970er und frühen 1980er Jahre, in denen die Figur jeweils als Supermans wichtigster Gegenspieler in Erscheinung tritt.
In seiner ursprünglichen Version, die von 1940 bis 1986 in den Superman-Comics verwendet wurde, war Luthor ein stereotyper „verrückter Wissenschaftler“, der seinen genialen Verstand immer wieder zur Entwicklung von – meist von der Ästhetik des „Space Age“ der 50er Jahre inspirierten – futuristischen Erfindungen benutzt, wie etwa riesigen Robotern, Rakentenrucksäcken oder Laserkanonen, mit denen er Superman zu besiegen versucht. Das weithin bekannt gewordene Erkennungsmerkmal der Figur ist sein komplett kahler Schädel ("Glatzkopf").
In der ursprünglichen Version des Superman-Stoffes war Luthors Motiv, Superman zu hassen und zu bekämpfen, dass er Superman für den Verlust seines Haares verantwortlich macht: Wie in einer Geschichte aus dem Jahr 1960 enthüllt wurde, unterstützte der junge Lex Luthor zunächst Superman bei seinem Kampf für das Gute, indem er versuchte, ein Mittel gegen Supermans einzige Schwäche – das außerirdischen Gestein Kryptonit, das eine für Superman tödliche Strahlung abgibt – zu entwickeln. Das Experiment schlug jedoch fehl: Die Chemikalien, mit denen er experimentierte, setzten giftige Dämpfe frei, die sein Labor Feuer fangen ließen und sich negativ auf seine Physiologie auswirkten. Nachdem Superman Luthor aus seinem brennenden Labor rettete, fielen diesem aufgrund der Auswirkungen der Chemikalien sämtliche Haare aus, woraufhin Luthor ihm in einem Anfall von Verblendung die Schuld für das von ihm selbst verursachte Missgeschick gab und ihm ewige Rache schwor.
Als DC Comics Mitte der 1980er Jahre eine Generalüberholung und Modernisierung der Superman-Mythologie vorbereitete, entschieden die mit Überarbeitung des Stoffes betrauten Redakteure und Autoren, dass die – nach wie vor stark vom Zeitgeist der 1950er Jahre geprägte – Figur des Lex Luthor punktuell in der Gegenwart der 1980er Jahre sehr unzeitgemäß und sogar naiv wirken würde. Der Autor Marv Wolfman setzte seinen Kollegen in diesem Zusammenhang den Gedanken auseinander, dass eine typische "Lex Luthor"-Geschichte etwa in der Weise ablaufen würde, dass Luthor zu Beginn der Geschichte aus dem Gefängnis ausbricht, um dann eines seiner Geheimverstecke aufzusuchen und einen gigantischen Roboter oder eine andere Wunderwaffe, die er dort aufbewahrt, zu aktivieren, um mit dieser eine Bank auszurauben und sich bei dieser Gelegenheit wieder Mal mit Superman im Kampf zu messen. Er, Wolfman, würde sich aber bei der Betrachtung dieses Szenarios fragen, warum Luthor, wenn er genug Geld hätte, um Geheimverstecke zu unterhalten und Riesenroboter und dergleichen zu bauen, es überhaupt nötig habe, recht triviale Verbrechen, wie das Ausrauben von Banken, zu begehen. Und weiter, warum ein so genialer Mann wie Luthor seine Untaten in aller Öffentlichkeit begehe, so dass er direkt überführt sei und nach seinen Niederlagen gegen Superman fast immer prompt wieder ins Gefängnis wandern würde.
Da die Luthor-Figur in der zynisch-abgeklärten Gegenwart der 1980er Jahre hinsichtlich Motivation, Auftreten und Methoden veraltet wirkte, entwickelten Wolfman und andere Autoren 1984/195 eine ihrer Ansicht nach zeitgemäßere Interpretation: Anstatt als verrückter Wissenschaftler, der Superman in direkten Konfrontationen mit Kampfrüstungen und dergleichen angeht, erfanden sie ihn neu als einen mächtigen Milliardär und Unternehmer, der hinter einer ehrbaren Fassade dunklen Geschäften nachgeht und der heimliche Herrscher von Supermans Heimatstadt Metropolis ist.
Dieser neue Lex Luthor wurde beim Neustart der Superman-Comics dann im Jahr 1986 eingeführt, im vierten Heft der Mini-Serie Man of Steel, die den modernisierten Superman und seine Lebenswelt vorstellte. Schöpfer der modernen Version von Luthor waren insbesondere Wolfman sowie John Byrne, der die Man of Steel-Miniserie als Autor und Zeichner gestaltete und der anschließend die neue Superman-Serie knapp zwei Jahre lang (bis 1988) betreute.
Die Hauptvorbilder für den "modernen" Luthor waren Donald Trump und Ted Turner als zwei von der Öffentlichkeit besonders stark beachteten Businesstitanen des Amerikas der Gegenwart der 1980er Jahre, in der der moderne Luthor entwickelt wurde, sowie der wegen seiner Exzentrität legendär gewordene Unternehmer Howard Hughes. Elemente der Figur, die dem Vorbild der Realweltsgestalt Trump nachempfunden wurden, sind das gewaltige Ego und der äußerst stark entwickelte Geltungsdrang des modernen Luthor: Ähnlich Trump mit seinem 1983 eröffneten Trump Tower haust der moderne Luthor in einem eponymen Wolkenkratzer, dem L-förmigen Lexcorpt Tower, von dem aus er seine Intrigen gegen Superman dirigiert. Wie der reale Trump hat der moderne Luthor die Gewohnheit, alle seine Firmen, alle seine Besitztümer und alle seine Produkte mit seinem Namen zu schmücken (so trägt die von ihm betriebene Supermarktkette den Namen LexMart, während ein von ihm entwickelter Jet LexWing heißt, vertreibt die ihm gehörende Fastfood-Kette Produkte wie Lexburger und LexFries und prangt auf seiner privaten Yacht groß der Buchstabe „L“). Und als DC Comics 1989 die fiktive Lebensgeschichte des neuen Luthors im Detail in der Sonderausgabe Lex Luthor: The Unauthorized Biography erzählte wurde diese mit einem Titelbild geschmückt, bei dem es sich um eine persiflierende Nachahmung von Trumps Erfolgsbuch Art of the Deal von 1987 handelt. Triebfeder für den Hass auf Superman in der neuen Version ist, Luthor, der mit einem gigantischen Ego ausgestattet ist, es nicht verwinden kann, durch die Ankunft und das heldenhafte Tätigwerden des mit sagenhaften Kräften ausgestatteten Superhelden in seiner Wirkungsstätte, der futuristischen Riesenstadt Metropolis, seinen Platz als der mächtigste, wichtigste und am meisten bewunderte Mann der Stadt, der er zuvor war, an Superman verloren zu haben und nur noch den zweiten Platz zu belegen. Steve Shives charakterisierte den modernen Luthor als: „Ein amoralischer, korrupter, krimineller Geschäftsmann, der von innerem Groll, fressender Eifersucht und ungehemmten Gelüsten nach Macht und Anerkennung erfüllt ist.“ („an amoral, corrupt, criminal businessman, motivated by grievance, jealousy and unchecked lusts for power and respect“)
Von 1987 bis 2000 machte der „neue“ Luthor Superman dann in zahllosen Geschichten, die der DC-Verlag während dieser Jahre veröffentlichte, das Leben schwer. Das Leitmotiv der Feindschaft beider Männer in den Geschichten dieser Ära ist es, dass es Superman stets am Ende nicht gelingt, Luthor die Verantwortung für die neueste von ihm begangene Schurkerei nachzuweisen, weil dieser seine Fäden stets raffiniert aus dem Hintergrund zieht, so dass er äußerlich mit seinen Machinationen nicht in Verbindung  gebracht werden kann. Daher wissen in der Welt der Superman-Geschichten dieser Jahre nur Luthor selbst und Superman sowie wenige Eingeweihte, was Luthor tatsächlich auf dem Kerbholz hat, während die Öffentlichkeit ihn größtenteils bewundernd als einen ehrbaren genialen Geschäftsmann und Philanthropen ansieht.
Nachdem die Verkaufszahlen der vier Superman-Serien, die DC Comics damals monatlich veröffentlichte, 1999/2000 etwas schwächelten, entschied die für die Superman-Comics verantwortliche Abteilung des Verlages sich, dass es an der Zeit sei, wieder einmal eine umfangreiche „Event“-Story über die Superman-Figur zu veröffentlichen, die sich durch eine Vielzahl von Einzelpublikationen ziehen würde und spannende, dramatische Ereignisse um die Titelfigur schildern würde, um so viele neue Leser anzuziehen, um so die Verkaufszahlen zu steigern. Diese Strategie war Teil eines Trend, der sich in den 1990er Jahren in der amerikanischen Comicindustrie herausgebildet hatte, der darin bestand, kommerziell schwächelnde „properties“ zu revitalisieren, indem man in den Comics über die betreffende Figur große „Event“-Storylines erzählte, in denen den Protagonisten der betreffenden Reihe dramatische – ihre ganze Welt erschütternde und grundlegend verändernde – Dinge widerfahren, um so das Interesse der Öffentlichkeit an der jeweils betroffenen Figur zu erneuern und den Serien, die von den Abenteuern der jeweils betreffenden Figur, so eine größere Zahl neuer Leser zuzuführen. Die Superman-Comics hatten beispielsweise ihre Verkaufszahlen im Jahr 1993 dramatisch gesteigert, indem sie eine sich fast über ein Jahr hinziehende Aufeinanderfolge von Geschichten erzählten, in denen Superman erst von einem außerirdischen Monster getötet wird, dann in „einer Welt ohne Superman“ zu Grabe getragen und betrauert wird, und schließlich nach längerer Abwesenheit von den Toten wieder aufzuerstehen, um seinen Platz als Beschützer seiner Heimatstadt wieder einzunehmen, nachdem vier andere „Supermänner“ zeitweise an seinen Platz getreten sind. Und die Serien über den nächtlichen Verbrecherjäger Batman hatten 1998/1999 einen gewaltigen Zuwachs ihrer Verkaufszahlen zu verzeichnen, indem sie erst eine Story veröffentlichten, in der die Heimat von Batman, Gotham City, von einem Erdbeben völlig zerstört und dann von der US-Regierung von den Vereinigten Staaten abgetrennt und zu einem Niemandsland erklärt wird, um anschließend ein Jahr lang Geschichten zu erzählen, wie verschiedene von Batmans extravaganten Widersachern, wie dem Joker oder Two-Face, angeführte Banden sich in der postapokalyptischen Szenerie der staatenlosen Ruinenstadt, zu der Batmans Heimat geworden ist, bekriegen.
Der Comic- und Drehbuchautor Jeph Loeb (bekannt als Autor diverse kommerziell erfolgreiche Filme der 80er Jahre, wie Phantom-Kommando und Teenwolf), der seit 1999 die monatliche Hauptserie über die Superman-Figur schrieb, unterbreitete den für die Superman-Serien verantwortlichen Editoren, als diese ihre Autoren aufforderten, Ideen für ein großes Superman-Event einzureichen, Ende 1999 den Vorschlag, anlässlich der damals in der realen Welt anstehenden Präsidentschaftswahl des Jahres 2000 (in der George W. Bush und Al Gore als Kandidaten der beiden großen Parteien gegeneinander antraten) als nächste große Event-Story in den Superman-Comics in mehreren Phasen, verstreut über mehrere Jahre, eine Geschichte zu erzählen (bzw. mehrere aufeinanderfolgende Geschichten – die allerdings durch längere Pausen, in denen anderen Ereignisse, die in Supermans Welt stattfinden, geschildert werden würden, voneinander getrennt werden würden – zu erzählen), in der es der "korrupter Geschäftsmann"-Version von Lex Luthor zunächst gelingen würde, am Ende einer populistischen Kampagne zum Präsidenten der Vereinigten Staaten gewählt zu werden, diese dann in einem sich als neuer status quo eine Weile zu regieren und schließlich, nachdem er endlich in seiner Korruption und Verdorbenheit öffentlich enttarnt werden würde, gestürzt zu werden.

## Die „President Lex“-Story
Die Geschichte „President Lex“, in der geschildert wird, wie Lex Luthor seine Kandidatur für das Präsidentenamt bekannt gibt, wie er Wahlkampf führt und wie es ihm am Ende, nach einer geschickten Manipulation der öffentlichen Meinung, gelingt, zum amerikanischen Präsidenten gewählt zu werden, wurde schließlich während der zweiten Jahreshälfte des Jahres 2000, verstreut über die vier monatlichen Superman-Serien, die DC Comics damals veröffentlichte (Adventures of Superman, Action Comics, Superman und Superman Man of Steel), erzählt: In dem Heft Adventures of Superman #581 (Titel „Adversary!“) gibt Luthor seine Kandidatur für das Präsidentenamt bekannt. In den nachfolgenden Storys der vier Superman-Serien wird dann, parallel zu den sonstigen Abenteuern, die der Titelheld erlebt, als kontinuierlich fortschreitender Handlungsstrang, Luthors Wahlkampf für das Präsidentenamt gezeigt. Auf dem Höhepunkt des Wahlkampfes überlebt Luthor in einer in dem Heft Superman #163 vom Oktober 2000 (Coverdatum Dezember 2000) geschilderten Geschichte ein Attentat auf sein Leben, als eine Frau, der Luthor, der in der modernen Version ein notorischer Mysoginist ist, in der Vergangenheit (in dem Heft Superman #9 von 1987) übel mitgespielt hat, ihn bei einem Wahlkampfauftritt zu erschießen versucht, aber nur seine Schulter trifft. Als versierter PR-Experte benutzt Luthor den fehlgeschlagenen Versuch, ihn zu ermorden, anschließend geschickt, um seine Popularität beim Wahlvolk zu steigern. In der Sonderausgabe Superman. LEX 2000 #1 gelingt es Luthor schließlich die Präsidentenwahl, zu Supermans großer Bestürzung zu gewinnen. Sein Antritt als US-Präsident folgt dann in dem Heft Superman: The Man of Steel #110 vom Januar 2001 (Coverdatum März 2001).
Die meisten der Einzelgeschichten dieses des Handlungsbogens von „President Lex“ waren, wurden von Jeph Loeb, Jean Marc DeMatteis, Joe Kelly (Comicautor), Marc Schultz und Greg Rucka verfasst, während die visuelle Umsetzung von Zeichnern wie Ed McGuinness, Mike Wieringo, Mike McKone und Dale Eaglesham besorgt wurde.
Um der Geschichte größere mediale Beachtung zu geben veröffentlichte der DC-Verlag u. a. vermeintliche Wahlkampfposter, die Luthor zeigten und gab er bei Fan-Conventions Ansteck-Pins von der Art, wie sie in amerikanischen Wahlkämpfen typischerweise von den Parteien der Präsidentschaftsbewerber en masse ausgegeben werden, aus, die Luthors stilisiertes Konterfei und den Slogan „Vote Lex 2000“ zeigen. Auf der Website des Verlages war sogar einige Wochen lang ein, den Stil amerikanischer Wahlkampfspots der Zeit nachahmender, vermeintlicher Werbespot der Präsidentschaftskampagne aufrufbar, in dem der Erzähler in einem pathetisch-bedeutungsschweren Ton die vermeintlichen bisherigen Leistungen Luthors anpries und dazu aufrief, für diesen zu stimmen.
Die wichtigsten Einzelgeschichten der „Lex 2000“-Storyline wurden später mehrfach in Sammelbänden neu aufgelegt: 2003 erschien der Band Superman. Lex 2000 (dieser sammelte Action Comics #773, Aventures of Superman #581 und #586, President Luthor Secret Files and Origins #1, Superman #162–165, Superman: Lex 2000 #1 sowie Superman. The Man of Steel #108–110). Eine identische Neuauflage kam im Jahr 2014 auf den Markt. 2018 wurde ein neuer Sammelband mit dem Titel President Lex veröffentlicht (dieser umfasst zusätzlich zu den genannten Materialien die 1989 veröffentlichte Sonderausgabe Lex Luthor. The Unauthorized Biography #1).

## Mediale Beachtung der Storyline im Zusammenhang mit der Präsidentschaftskandidatur und Präsidentschaft von Donald Trump
Mehr als fünfzehn Jahre nach der Erstveröffentlichung der die „President Lex“-Geschichte bildenden Comicausgaben aus dem Jahr 2000 wurde die Storyline von den amerikanischen Medien im Jahr 2016 anlässlich der 2015 begonnenen ersten Kandidatur von Donald Trump für das Amt des US-Präsidenten wiederentdeckt: Nachdem verschiedene Journalisten auf die Geschichte aufmerksam geworden waren, fielen ihnen eine beträchtliche Anzahl von – tatsächlichen oder vermeintlichen – Parallelen zwischen dieser eineinhalb Jahrzehnte alten fiktiven Geschichte über Supermans ewigen Erzfeind und dem damals tagesaktuellen realen Ereignis der Präsidentschaftskandidatur von Trump in der realen Welt auf.
Die Nachrichtenwebsite Daily Beast veröffentlichte beispielsweise im August 2016 einen Beitrag mit dem Titel „The Many Ways Donald Trump Is a Real-Life Lex Luthor“, in dem sie eine Nebeneinanderstellung einer erklecklichen Zahl von Ähnlichkeiten zwischen der seit 1986 in den Superman-Comics verwendeten fiktiven Version von Luthor und der realen Person Trumps sowie von Ähnlichkeiten zwischen der fiktiven Präsidentschaftskampagne des bombastisch-egozentrischen fiktiven Geschäftsmanns Luthor in den Superman-Comics von 2000 mit der damals im Gang befindlichen realen Präsidentschaftskampagne des bombastisch-egozentrischen realen Geschäftsmanns Trumps ausbreitete. Als zentrale Gemeinsamkeit wurde dabei herausgestellt, dass es in beiden Fällen einem Milliardär und Unternehmer gelungen ist, als Außenseiter und Nicht-Karrierepolitiker dank seiner Prominenz und seines Erfolges als Geschäftsmann als Quereinsteiger in ein Präsidentschaftsrennen einzusteigen und sich als hemmungsloser Populist mit Versprechungen, die Vereinigten Staaten zu neuer Größe zu führen, an die Spitze des Pulks der für das Amt kandidierenden Männer zu setzen.
Eine ausführliche wissenschaftliche Betrachtung hat die scheinbare spätere Widerspiegelung der fiktiven Ereignisse der Präsidentschaftskandidatur von Supermans ewigen Antipoden in der Wirklichkeit der amerikanischen Politik in dem Aufsatz „The Very Stable Evil Genius of Luthor, Loki, Doom, and Donald Trump“ der Popkulturhistorikerin Christina M. Knopf von 2021 gefunden. Diese arbeitet eine Anzahl von Parallelen zwischen Fiktion und späterer Realität heraus, wie dass ähnlich wie Luthor in den Comics von 2000 zu seiner Kandidatur für das Präsidentenamt durch seine Abscheu für die Bewunderung, die die Massen dem (außerirdischen) Fremdling Superman entgegenbringen, und durch die Demütigungen, die dieser ihm immer wieder zugefügt hat, motiviert wird, Trump in der realen Welt durch seine Abscheu vor der Popularität von Barack Obama, in dem er während dessen Präsidentschaftsjahre einen Fremdling erblickte, dem der Platz des US-Staatsoberhauptes nicht zustehen würde (Trump hatte Obama jahrelang beschuldigt, in Kenia geboren worden zu sein), in der amerikanischen Bevölkerung und durch die Demütigungen, die dieser ihm wiederholt öffentlich zugefügt hatte (u. a. beim White House-Correspondents' Dinner von 2011), dazu motiviert worden sei, für das Präsidentenamt zu kandidieren.
Der Dokumentar Steve Shives fasste die von verschiedenen Presseveröffentlichungen wahrgenommenen Parallelen zwischen der fiktiven Geschichte aus dem Jahr 2000 und den eineinhalb Jahrzehnte später folgenden realen Ereignissen in einer Retrospektive aus dem Jahr 2024 folgendermaßen zusammen:
„[President Lex. Das war] diese Science-Fiction-Geschichte [von 2000, von der ich früher dachte, dass es], sie in der realen Welt niemals geben könnte, [...] Ein moralisch bankrotter, krimineller Titan der Wirtschaft, der von seinem Ego und von dem Groll, den er empfindet, angetrieben wird, schafft es zum Präsidenten gewählt zu werden mit Hilfe von leeren Versprechungen alles wieder großartig zu machen, versucht die Aufmerksamkeit der Öffentlichkeit von seinen eigenen Untaten und seiner Korruption abzulenken, indem er die Stimmung der Öffentlichkeit gegen einen Immigranten [Superman, der von einem anderen Planeten stammt] aufpeitscht, dessen Verbrechen und dessen verräterische wahre Loyalitäten schließlich aufgedeckt werden, um sich dann einem Amtsenthebungsverfahren und einer kriminellen Anklage gegenüberzusehen, und der dann, nachdem er aus dem Amt ausgeschieden ist, sich weigert, seine Niederlage zu akzeptieren und stattdessen schwört, dass er zurückkehren wird, um es seinen Gegnern heimzuzahlen [...] Diese Geschichte ist [aus heutiger Sicht plötzlich] gar nicht mehr so weit hergeholt. Man könnte eine Fortsetzung schreiben, in der Lex zurückkehrt und trotz allem, was geschehen ist, für eine zweite Amtszeit gewählt wird und diese Geschichte wäre dann [kurioser Weise] die wirklichkeitsnächste Superheldengeschichte, die jemals veröffentlicht wurde. [...] Wenn diese Geschichte [President Lex] letztes Jahr [2023] geschrieben worden wäre, würde ich sie als einen plumpen Versuch, die Wirklichkeit nachzuahmen, betrachten. Da sie aber vor mehr als zwanzig Jahren geschrieben wurde, denke ich, dass es am besten ist, wenn ich sie einfach nur als prophetisch bezeichne. Und zwar in der deprimierendsten Weise.“